# Land of the Lost (álbum)
| Críticas profissionais | Críticas profissionais |
| Avaliações da crítica  | Avaliações da crítica  |
| Fonte                  | Avaliação              |
| ---------------------- | ---------------------- |
| All Music              | link                   |

Land of the Lost é o quarto álbum de estúdio da banda de punk rock Wipers, lançado pela Enigma/Restless em 1986. O disco ainda permanece altamente procurado e colecionável. Foi relançado em CDR na Zeno Records, do vocalista Greg Sage, e pela gravadora alemã Gift of Life em 1991.

## Lista de faixas
Todas as faixas foram escritas por Greg Sage.
| N.º            | Título                 | Duração |  |
| 1.             | "Just a Dream Away"    | 3:16    |  |
| 2.             | "Way of Love"          | 2:11    |  |
| 3.             | "Let Me Know"          | 3:03    |  |
| 4.             | "Fair Weather Friends" | 3:16    |  |
| 5.             | "Land of the Lost"     | 4:48    |  |
| 6.             | "Nothing Left to Lose" | 4:51    |  |
| 7.             | "The Search"           | 4:16    |  |
| 8.             | "Different Ways"       | 4:32    |  |
| 9.             | "Just Say"             | 3:39    |  |
| Duração total: | Duração total:         | 33:54   |  |

## Créditos
- Greg Sage – vocais, guitarra, harpa
- Brad Davidson – baixo
- Steve Plouf – bateria

## Produção
- Greg Sage – produção, gravação
- Chris Newman – arte da capa